# U-Bahnhof Bochum Hauptbahnhof

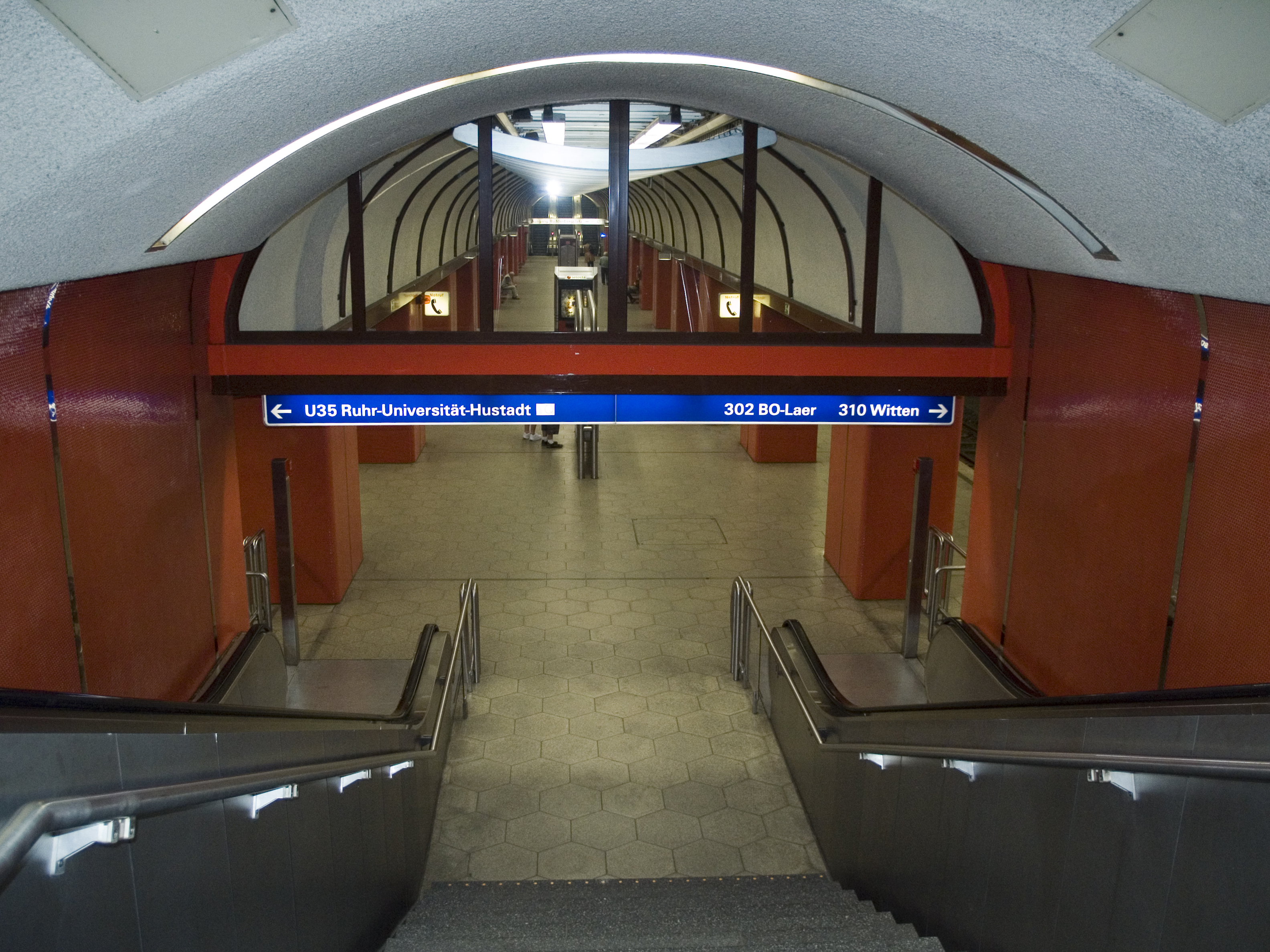
Zugang zu U35 Richtung Ruhr-Universität sowie zu 302 Richtung Laer und 310 Richtung Witten

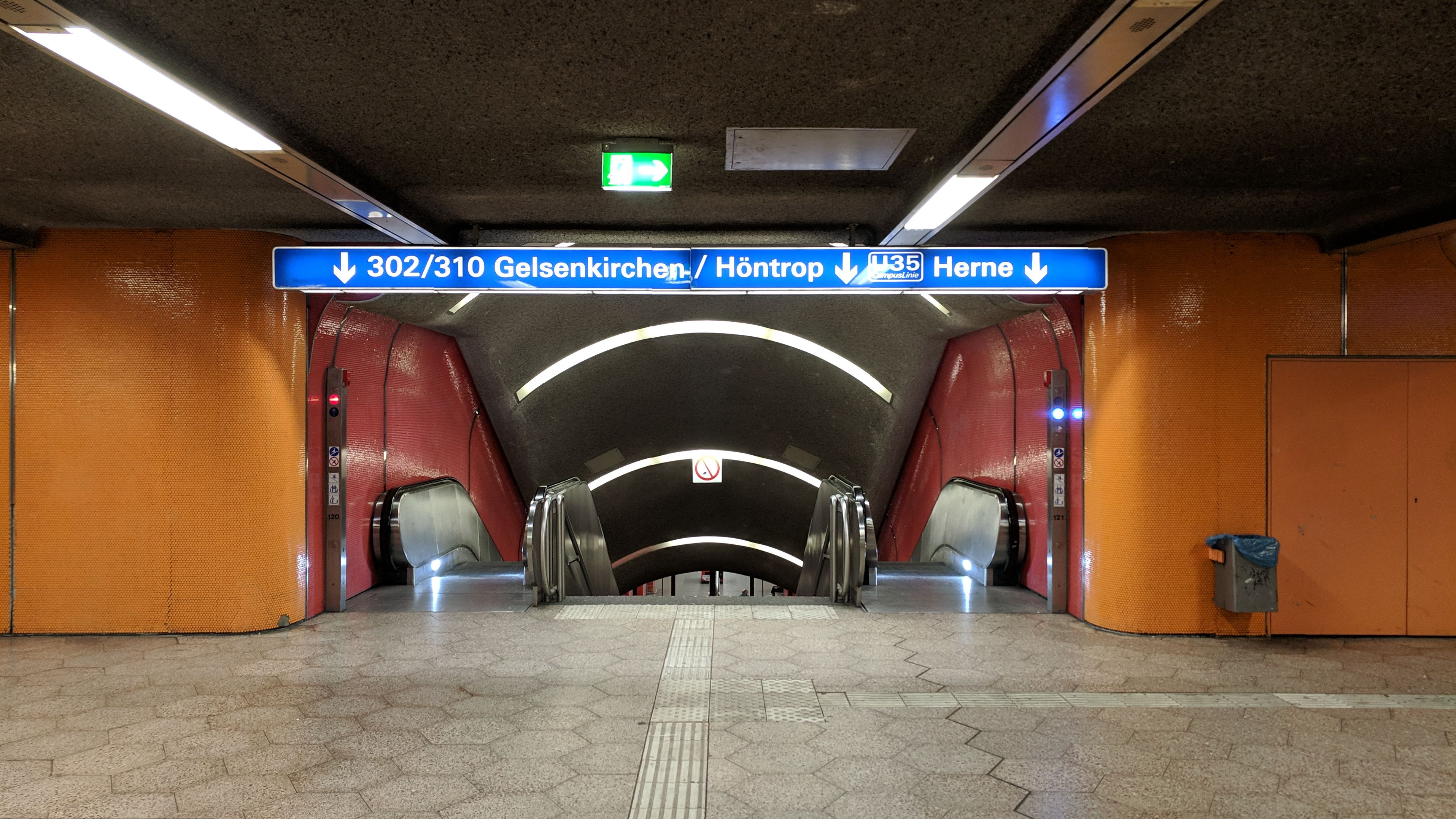
Zugang zu U35 Richtung Herne sowie zu 302 Richtung Gelsenkirchen und 310 Richtung Höntrop

Der U-Bahnhof Bochum Hauptbahnhof befindet sich unter dem Bochumer Hauptbahnhof. Er wird von den Linien U35, 302, 305, 306, 308, 310, 316 und 318 der Stadtbahn Bochum bedient.

## Struktur
Der Turmbahnhof verfügt über drei Ebenen. Die oberste Ebene dient nur als Verteilerebene und besitzt einige Läden und ein Service-Büro der Bogestra. Auf der mittleren Ebene halten die meterspurigen Linien (1000 mm) 306, 308, 316 und 318. Die beiden Gleise liegen an zwei Seitenbahnsteigen. Auf der untersten Ebene befinden sich in zwei Hallen die normalspurigen Gleise (1435 Millimeter) für die Linie U 35 und die meterspurigen Gleise für die Straßenbahnlinien 302, 305 und 310, wobei die beiden Bahnsteige zwischen der in der Mitte verlaufenden Normalspurgleisen und den außenliegenden Meterspurgleisen liegen.

## Künstlerische Gestaltung
Über dem Zugang zu den Bahnsteigen befindet sich ein großes Wandmosaik (1980) von Leo Janischowsky, das Wahrzeichen der Stadt Bochum darstellt (u. a. Ruhr-Universität, Bergbau-Museum, Planetarium Bochum und Teleskop der Sternwarte Bochum). An den Wänden der Seitenräume greifen vier kleinere, runde Reliefs aus Stahl und Aluminium erneut das Thema auf.

## Geschichte
Die Eröffnung erfolgte am 26. Mai 1979 mit der Inbetriebnahme des Tunnelabschnitts für die Linien 308 und 318 von Hauptbahnhof über Berliner Platz und U-Bahnhof Schauspielhaus bis zur Rampe an der Haltestelle Bergmannsheil an der Hattinger Straße.
Die Eröffnung für den Teilabschnitt nach Herne der Linie U35 fand am 2. September 1989 statt. Sie wurde 1993 um das Teilstück bis zum Stadtteil Hustadt verlängert.
Seit dem 29. Januar 2006 fahren die Linien 302 und 310 im Bereich der Innenstadt unterirdisch.
Ebenfalls 2006 wurde die unterirdische Verbindung der Linie 306 zwischen Rathaus und Hauptbahnhof eröffnet.
Seit 2012 sind auf den Bahnsteigen Bildschirme installiert, die den Fahrgästen die Wartezeit verkürzen sollen.
| Linie   | Richtungen | Takt                                                          |
| ------- | --- | ------------------------------------------------------------- |
| U 35    | U Herne, Schloß Strünkede1 – U Herne Bf – U Herne Mitte – U Archäologie-Museum/Kreuzkirche – U Hölkeskampring – U Herne, Berninghausstraße – U Bochum, Rensingstraße – U Riemke Markt2 – U Zeche Constantin – U Feldsieper Straße – U Deutsches Bergbau-Museum – U Bochum Rathaus (Nord) – U Bochum Hbf – U Oskar-Hoffmann-Straße – U Waldring – Wasserstraße – Brenscheder Straße – Markstraße – Gesundheitscampus – Ruhr-Universität – Lennershof BO – Bochum Hustadt (TQ)3 Die Linie U 35 heißt auch „CampusLinie“ | 10 min (1–2) 05 min (2–3)                                     |
| 302     | Gelsenkirchen-Buer Rathaus – Gelsenkirchen, Veltins-Arena – Gelsenkirchen-Schalke – Musiktheater – U Heinrich-König-Platz – U Gelsenkirchen Hbf – Gelsenkirchen-Ückendorf – Bochum-Wattenscheid, August-Bebel-Platz – Stahlhausen Wattenscheider Str. – U Bochumer Verein/Jahrhunderthalle – U Rathaus (Süd) – U Bochum Hbf – U Lohring – Altenbochum Kirche – Bochum-Laer Mitte – (Mark 51° 7 – Langendreer Markt – Langendreer ) / O-Werk                                                                           | 7/8 min (Buer–Laer) 15 min (Laer–Langendreer und Laer–O-Werk) |
| 305     | Bochum-Wattenscheid Höntrop Kirche – Stahlhausen Wattenscheider Str. – U Bochumer Verein/Jahrhunderthalle – U Rathaus (Süd) – U Bochum Hbf – U Lohring – Altenbochum Kirche – Bochum-Laer Mitte – Mark 51° 7 – Langendreer Markt – Langendreer | 30 min                                                        |
| 306     | Wanne-Eickel Hbf – Eickel Kirche – Eickel Auf der Wenge – Bochum-Hofstede – Bochum-Hamme Amtsstr. – Bochum Rathaus – U Bochum Hbf | 15 min                                                        |
| 308 318 | Hauptlinienweg: Bochum-Gerthe Schürbankstraße – Gerthe Mitte – Heinrichstr. – Harpen – Vonovia Ruhrstadion – U Planetarium – U Bochum Hbf – U Bermuda3eck/Musikforum – U Schauspielhaus – Bergmannsheil – Weitmar – Linden Mitte – 308: – Linden Mitte – Hattingen-Winz-Baak – Hattingen Mitte 318: – Linden Mitte – Bochum-Dahlhausen | 15 min 7/8 min (Bochum Hbf–Linden)                            |
| 310     | Bochum-Wattenscheid Höntrop Kirche – Stahlhausen Wattenscheider Str. – U Bochumer Verein/Jahrhunderthalle – U Rathaus (Süd) – U Bochum Hbf – U Lohring – Altenbochum Kirche – Bochum-Laer Mitte – Mark 51° 7 – Langendreer Markt – Witten, Crengeldanz – Witten, Marienhospital – Witten Rathaus –Witten, Bahnhofstraße – Witten, Heven Dorf | 30 min                                                        |
| 316     | Wanne-Eickel Hbf – Eickel Kirche – Eickel Auf der Wenge – Bochum-Hofstede – Hamme Amtsstr. – Bochum Rathaus – U Bochum Hbf – U Planetarium – Vonovia Ruhrstadion – Harpen – Gerthe Heinrichstr. | 15 min (zur HVZ)                                              |